# Urszula Kret
Urszula Maria Kret (ur. w Krakowie) – farmaceuta i harcmistrzyni.

## Harcerstwo
- była drużynowa gromady zuchowej – męskiej
- była komendantka Małopolskiej Chorągwi Harcerek – ZHP rok zał. 1918
- była Naczelniczka Harcerek ZHR (12 czerwca 1994 – 6 września 1998)
- Przewodnicząca Komisji Harcmistrzyń
- Przewodnicząca Okręgu Małopolskiego (2003-2006 i 2008-2010)
- Członek Rady Naczelnej ZHR

Od 12 czerwca 1994 do 6 września 1998 pełniła funkcję Naczelniczki Harcerek Związku Harcerstwa Rzeczypospolitej. W latach 2008–2010 była członkiem Rady Naczelnej Związku Harcerstwa Rzeczypospolitej z wyboru.

## Odznaczenia
- Krzyż Kawalerski Orderu Odrodzenia Polski (2025)[1]
- Srebrny Krzyż Zasługi (2018)[3]
- Krzyż honorowy ZHR Semper Fidelis (2011)[4]